# عزلة الشعوب (ذمار)

تعديل مصدري - تعديل

عزلة الشعوب غيلان هي إحدى عزل مديرية عتمة في محافظة ذمار اليمنية  وتتكون من عدة قرى منها قرية السلفه وقرية الدار وكحل والاخرش والنشمي والرخم والغرة والجرندة والحصن وسنفووز والشرقة وشعر والمصنعة والودادي والقين ويبلغ تعداد سكانها 3124 نسمة حسب التعداد السكاني في اليمن لعام 2004.

## روابط خارجية
- الجهاز المركزي للإحصاء بالجمهورية اليمنية
- المركز الوطني للمعلومات باليمن
- World Gazetteer:Yemen
- الدليل الشامل